# Grant Imahara

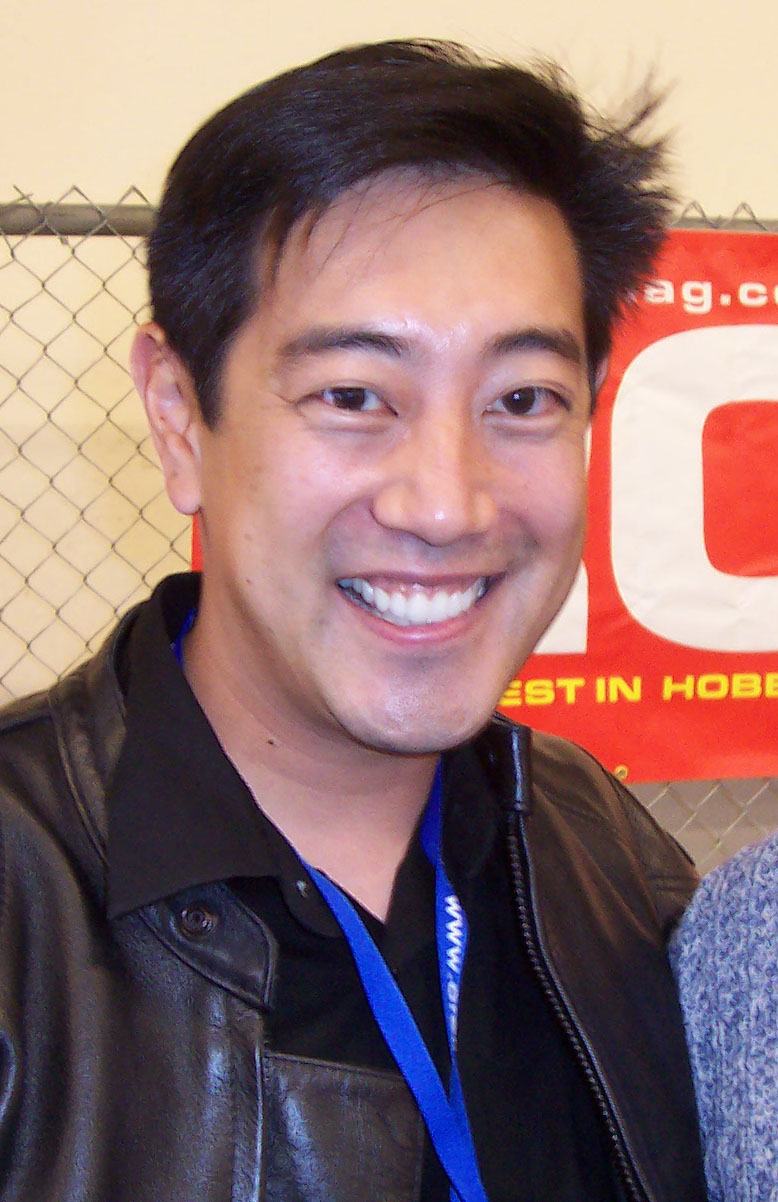
Grant Imahara (2007)

Grant Masaru Imahara (* 23. Oktober 1970 in Los Angeles; † 13. Juli 2020 ebenda) war ein US-amerikanischer Ingenieur, Fernsehmoderator, Spezialeffektkünstler und Modellbauer. Einem breiten Publikum wurde er durch die Fernsehserie MythBusters bekannt.

## Leben
Imahara machte an der University of Southern California seinen Bachelor in Elektrotechnik. Von 1996 bis 2005 arbeitete er für Industrial Light and Magic und war u. a. an Star Wars: Episode I bis Episode III als Modellbauer beteiligt. Er nahm an der US-Sendung BattleBots mit seinem selbstgebauten Roboter Deadblow teil, wo er das Finale erreichte. Zwischen 2005 und 2014 gehörte er zu den Hauptpersonen der Serie MythBusters.
Imahara starb am 13. Juli 2020 im Alter von 49 Jahren an einem zerebralen Aneurysma.

## Filmografie
als Modellbauer:
- 1997: Vergessene Welt: Jurassic Park (The Lost World: Jurassic Park)
- 1999: Galaxy Quest – Planlos durchs Weltall (Galaxy Quest)
- 1999: Star Wars: Episode I – Die dunkle Bedrohung (Star Wars: Episode I – The Phantom Menace)
- 2001: A.I. – Künstliche Intelligenz (A.I. – Artificial Intelligence)
- 2002: Star Wars: Episode II – Angriff der Klonkrieger (Star Wars: Episode II – Attack of the Clones)
- 2003: Terminator 3 – Rebellion der Maschinen (Terminator 3: Rise of the Machines)
- 2003: Matrix Reloaded (The Matrix Reloaded)
- 2004: Van Helsing
- 2005: Star Wars: Episode III – Die Rache der Sith (Star Wars: Episode III – Revenge of the Sith)
- 2005: xXx 2 – The Next Level (xXx: State of the Union)

als Schauspieler:
- 2012: Eureka – Die geheime Stadt (Eureka, Fernsehserie, Cameoauftritt, Folge: Just Another Day)
- 2013–2017: Star Trek Continues (Fernsehserie, elf Folgen)
- 2015: Sharknado 3 (Sharknado 3: Oh Hell No!, Fernsehfilm)
- 2015: Star Trek: Renegades (Fernsehserie, Pilotfolge)
- 2018: Drunk History (Fernsehserie, eine Folge)

als Co-Moderator:
- 2005–2014, 2016: MythBusters – Die Wissensjäger (MythBusters, Fernsehserie, 204 Folgen)
- 2016: White Rabbit Project (Fernsehserie auf Netflix, zehn Folgen)